# Albert Gürtner
Albert Gürtner, (* 17. November 1960 in Pfaffenhofen an der Ilm) ist ein bayerischer Kommunalpolitiker (Freie Wähler Bayern). Er ist seit dem 1. Mai 2020 Landrat des Landkreises Pfaffenhofen an der Ilm.

## Leben
Gürtner hat sein Studium als Dipl.-Wirtschaftsingenieur (FH) abgeschlossen. Vor seiner Wahl zum Landrat war er in diesem Beruf bei der Firma Hipp in Pfaffenhofen an der Ilm über 35 Jahre tätig. Er war dort verantwortlich für die Koordination der Produktionsplanung in den europäischen Fertigungsbetrieben. 

## Politik
Bei den Freien Wählern ist Albert Gürtner seit 2001 kommunalpolitisch aktiv. Von Mai 2002 bis April 2020 war er Mitglied des Stadtrates in der Kreisstadt Pfaffenhofen an der Ilm und dabei auch von Mai 2008 bis April 2020 zweiter Bürgermeister der Stadt. Dem dortigen Kreistag gehört er seit Mai 2014 an. Außerdem war er Kreisvorsitzender der Freien Wähler im Landkreis Pfaffenhofen an der Ilm von 2016 bis 2021.
Bei der Kommunalwahl am 15. März 2020 erreichte er unter sieben Bewerbern 20,7 % der Stimmen und wurde in der Stichwahl gegen einen CSU-Kandidaten am 29. März 2020 mit 51,5 % zum Landrat von Pfaffenhofen an der Ilm gewählt. Derzeit ist er auch Verbandsvorsitzender der Planungsregion Ingolstadt.
Gürtner ist vielfältig ehrenamtlich engagiert, unter anderem war er rund 30 Jahre in der Vorstandschaft des MTV Pfaffenhofen (1987–2004 zweiter Vorstand, 2004–2016 erster Vorstand), dem größten Sportverein des Landkreises Pfaffenhofen an der Ilm, tätig. Früher war er viele Jahre in der kirchlichen Jugendarbeit sowie im Pfarrgemeinderat tätig. In seinen jungen Jahren war er noch selbst Leichtathlet, später engagierte er sich als Fußballtrainer und Funktionär sowie bei den Schäfflern. (Quelle: Pfaffenhofener Kurier vom Dienstag, den 17. November 2020, "Albert Gürtner feiert Geburtstag" (60. Geburtstag)). 
Er betrachtet das Ehrenamt als Bindeglied der Gesellschaft. Als sein Motto nennt er „Zuhören. Verstehen. Handeln.“

## Privates
Albert Gürtner ist verheiratet und Vater von zwei erwachsenen Kindern. Er wuchs in Niederscheyern auf.